# Majarbek Jadartsev
Majarbek Jazbíyevich Jadártsev –en ruso, Махарбек Хазбиевич Хадарцев– (Suadag, 2 de octubre de 1965) es un deportista ruso de origen osetio que compitió para la Unión Soviética en lucha libre.
Participó en cuatro Juegos Olímpicos de Verano, obteniendo en total tres medallas, oro en Seúl 1988 y en Barcelona 1992 y plata en Atlanta 1996.
Ganó 8 medallas en el Campeonato Mundial de Lucha entre los años 1986 y 1995, y 5 medallas de oro en el Campeonato Europeo de Lucha entre los años 1987 y 1995.

## Palmarés internacional
| Representando a la URSS           |                            |                   |           |
| Juegos Olímpicos                  |                            |                   |           |
| Año                               | Lugar                      | Medalla           | Categoría |
| 1988                              | Seúl (Corea del Sur)       | Medalla de oro    | 90 kg     |
| Campeonato Mundial                |                            |                   |           |
| Año                               | Lugar                      | Medalla           | Categoría |
| 1986                              | Budapest (Hungría)         | Medalla de oro    | 90 kg     |
| 1987                              | Clermont-Ferrand (Francia) | Medalla de oro    | 90 kg     |
| 1989                              | Martigny (Suiza)           | Medalla de oro    | 90 kg     |
| 1990                              | Tokio (Japón)              | Medalla de oro    | 90 kg     |
| 1991                              | Varna (Bulgaria)           | Medalla de oro    | 90 kg     |
| Campeonato Europeo                |                            |                   |           |
| Año                               | Lugar                      | Medalla           | Categoría |
| 1987                              | Veliko Tarnovo (Bulgaria)  | Medalla de oro    | 90 kg     |
| 1988                              | Mánchester (Reino Unido)   | Medalla de oro    | 90 kg     |
| 1991                              | Stuttgart (Alemania)       | Medalla de oro    | 90 kg     |
| Representando al Equipo Unificado |                            |                   |           |
| Juegos Olímpicos                  |                            |                   |           |
| Año                               | Lugar                      | Medalla           | Categoría |
| 1992                              | Barcelona (España)         | Medalla de oro    | 90 kg     |
| Representando a la CEI            |                            |                   |           |
| Campeonato Europeo                |                            |                   |           |
| Año                               | Lugar                      | Medalla           | Categoría |
| 1992                              | Kaposvár (Hungría)         | Medalla de oro    | 90 kg     |
| Representando a Rusia             |                            |                   |           |
| Juegos Olímpicos                  |                            |                   |           |
| Año                               | Lugar                      | Medalla           | Categoría |
| 1996                              | Atlanta (Estados Unidos)   | Medalla de plata  | 90 kg     |
| Campeonato Mundial                |                            |                   |           |
| Año                               | Lugar                      | Medalla           | Categoría |
| 1993                              | Toronto (Canadá)           | Medalla de bronce | 90 kg     |
| 1994                              | Estambul (Turquía)         | Medalla de plata  | 90 kg     |
| 1995                              | Atlanta (Estados Unidos)   | Medalla de plata  | 90 kg     |
| Campeonato Europeo                |                            |                   |           |
| Año                               | Lugar                      | Medalla           | Categoría |
| 1995                              | Friburgo (Alemania)        | Medalla de oro    | 90 kg     |